# 니시코쿠분지역
니시코쿠분지역(일본어: 西国分寺駅, にしこくぶんじえき)은 일본 도쿄도 고쿠분지시에 있는 역이다. 동일본 여객철도의 주오 본선(주로 주오 쾌속선)과 무사시노 선 열차가 환승하는 역이다. 도쿄역 방면으로 갈 경우에는 주오 쾌속선 쾌속열차를 이용하는 것이 적합하다.

## 타는 곳
| 1 | ■주오 선 (쾌속) | 미타카・오기쿠보・신주쿠・도쿄 방면                                                                                     |
| 2 | ■주오 선 (쾌속) | 다치카와・하이지마・오메・하치오지・다카오・오쓰키 방면                                                                 |
| 3 | ■무사시노 선    | 후추혼마치 방면 |
| 4 | ■무사시노 선    | 히가시토코로자와・무사시우라와・미나미우라와・신마쓰도・니시후나바시・ ■게이요 선 직결 도쿄 (쾌속)・가이힌마쿠하리 방면 |

## 역사
- 1973년 4월 1일 - 영업 개시

## 인접역
| 동일본 여객철도 주오 본선   | 동일본 여객철도 주오 본선 | 동일본 여객철도 주오 본선    |
| --------------------------- | ------------------------- | ---------------------------- |
| JC 16 고쿠분지 도쿄 방면    | 주오 쾌속선 쾌속          | JC 18 구니타치 다카오 방면   |
| 동일본 여객철도 무사시노 선 |                           |                              |
| 기타후추 후추혼마치 방면    | 무사시노 선               | 신코다이라 니시후나바시 방면 |